# Shoppinghaus

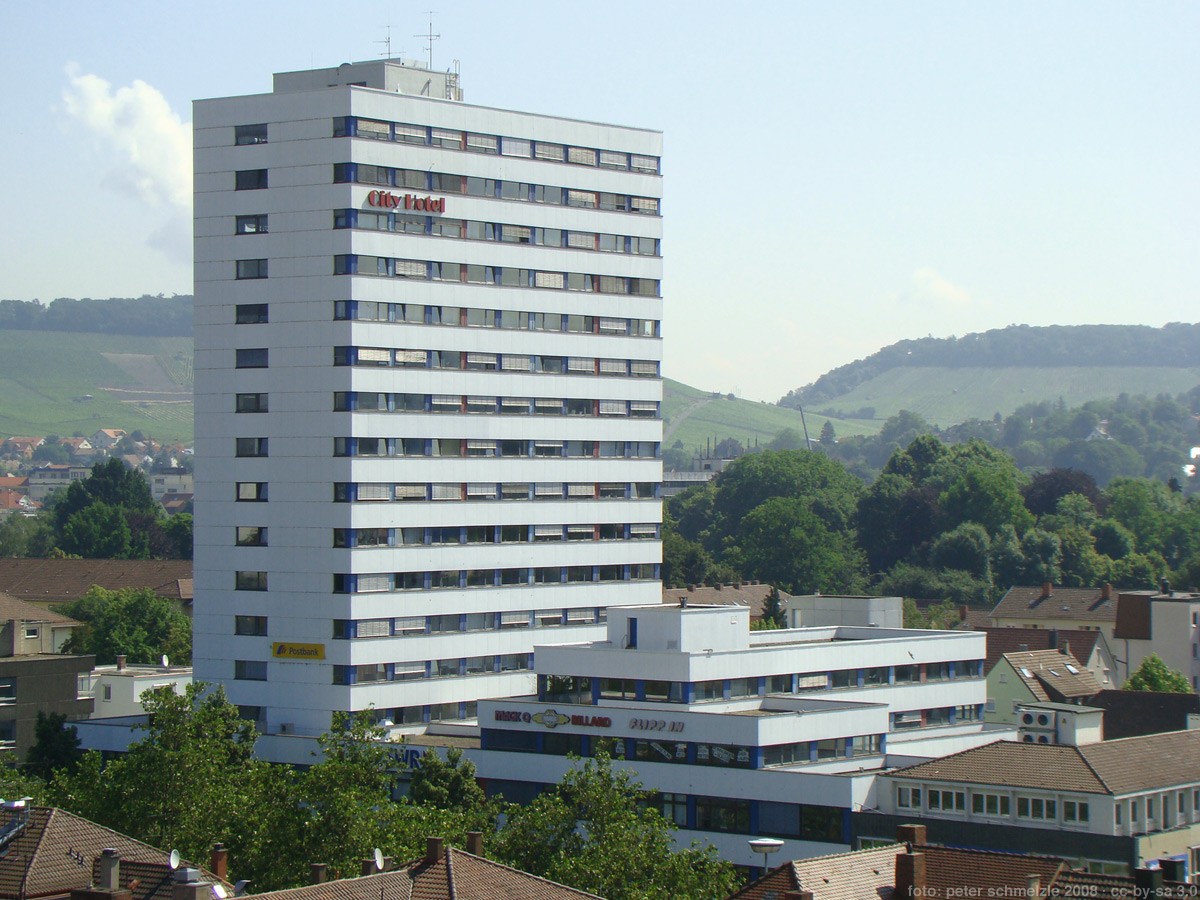
Das Shoppinghaus in Heilbronn

Das Shoppinghaus an der Allee Nr. 40 in Heilbronn ist ein nach Plänen von Vater Ernst Schaal und Sohn Helmut im Stil des Brutalismus im Jahre 1971 vollendeter Gebäudekomplex.

## Lage und Umgebung
Es befindet sich an der Ostseite der innerstädtischen Hauptstraße Allee nördlich der Festhalle Harmonie und prägt das Bild der nördlichen Allee.

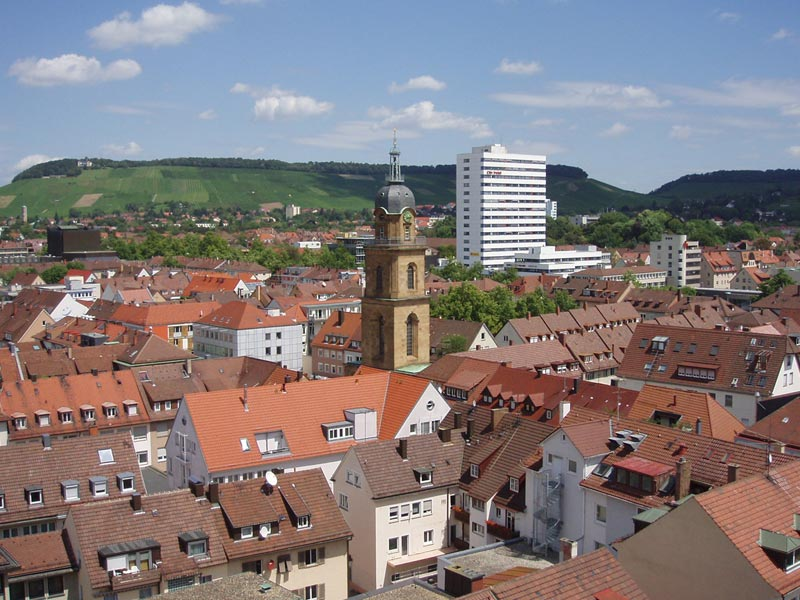
Das Hochhaus überragt die wiederaufgebaute Altstadt
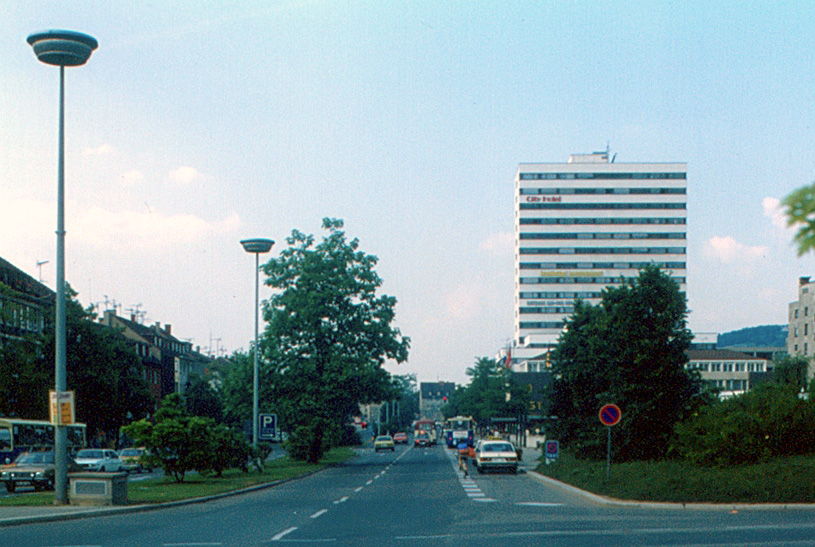
Nördliche Allee mit Shoppinghaus, Aufnahme von 1979
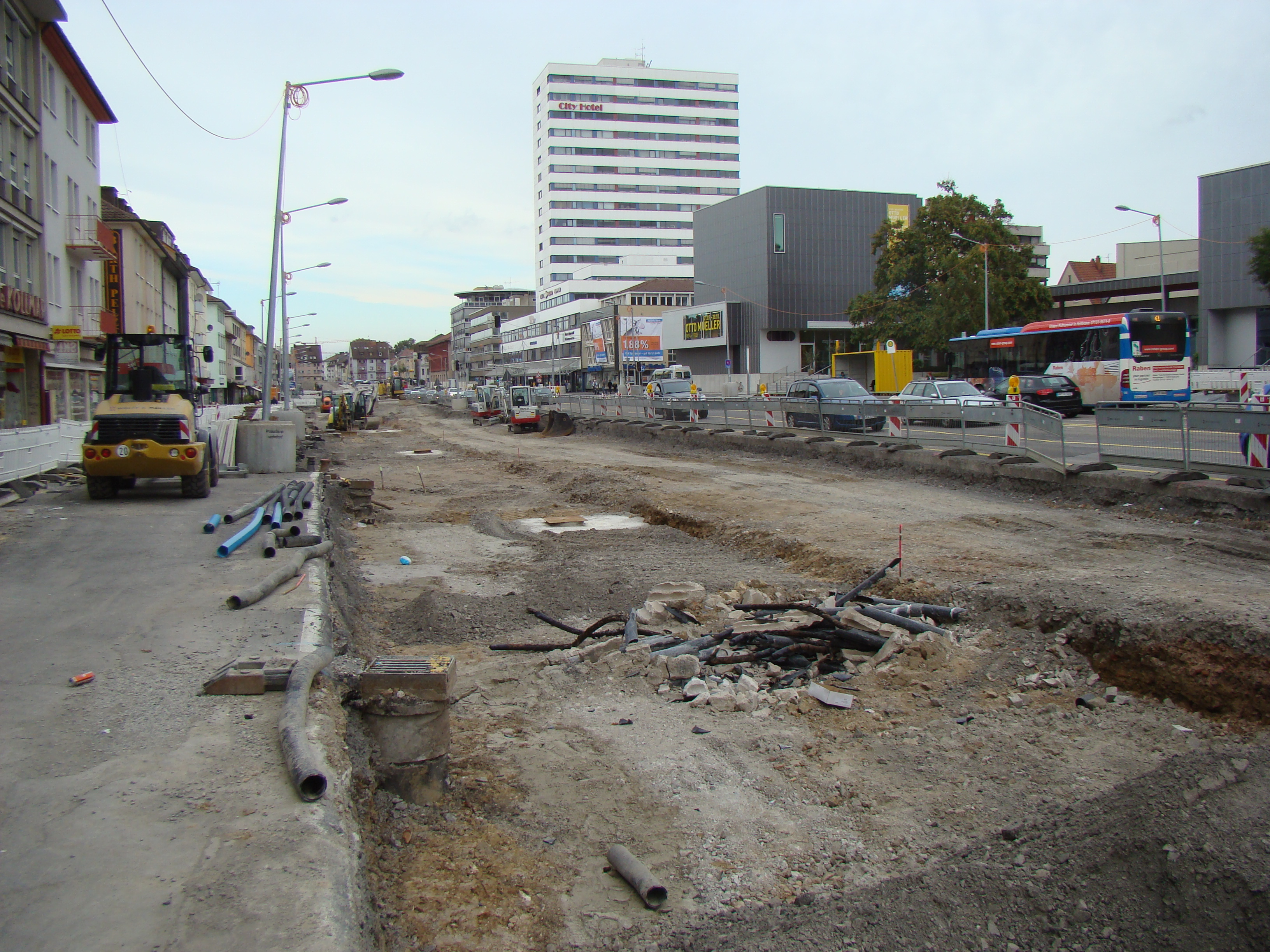
Das Shoppinghaus während der Stadtbahn-Bauarbeiten 2012

## Beschreibung
Der markante vierzehnstöckige Turm ist das höchste Gebäude an der Allee und war bis zum Bau des 16-stöckigen Wohnhauses in der Güglinger Straße im Stadtteil Böckingen im Jahr 1972 das höchste Hochhaus der Stadt. Das Gebäude verfügt über Fensterbänder, die die Horizontale betonen und damit den Ausgleich zur Vertikale der vierzehn Stockwerke schaffen. Das Shopping-Hochhaus ist anders als das Rosenberg-Hochhaus ein Geschäftshaus. Im Gebäude befinden sich Geschäfte, Büros, das City-Hotel sowie medizinische Einrichtungen.

## Rezeption
Der Bau erhielt aber auch namhafte Kritik, unter anderem von Rainer Moritz:

„Einkaufszentren mit einfallsreichen Namen wie Shopping-Haus sind Gradmesser des Häßlichen.“